# Kim Yeji
Kim Yeji (n. 4 septembrie 1992, Danyang County⁠(d), Chungcheong de Nord, Coreea de Sud) este o trăgătoare de tir ce a reprezentat Coreea de Sud, medaliată olimpică. A participat la o ediție a Jocurilor Olimpice (2024) în care a câștigat o medalie de argint.

## Participări
Lista de mai jos prezintă principalele competiții la care a participat Kim Yeji de-a lungul carierei.
- Tir la Jocurile Olimpice de vară din 2024 - pistol cu aer comprimat 10 m (feminin)